# Caryedon amplipennis
Caryedon amplipennis is een keversoort uit de familie bladkevers (Chrysomelidae). De wetenschappelijke naam van de soort werd in 1902 gepubliceerd door Léon Marc Herminie Fairmaire.